# Ceramica invetriata

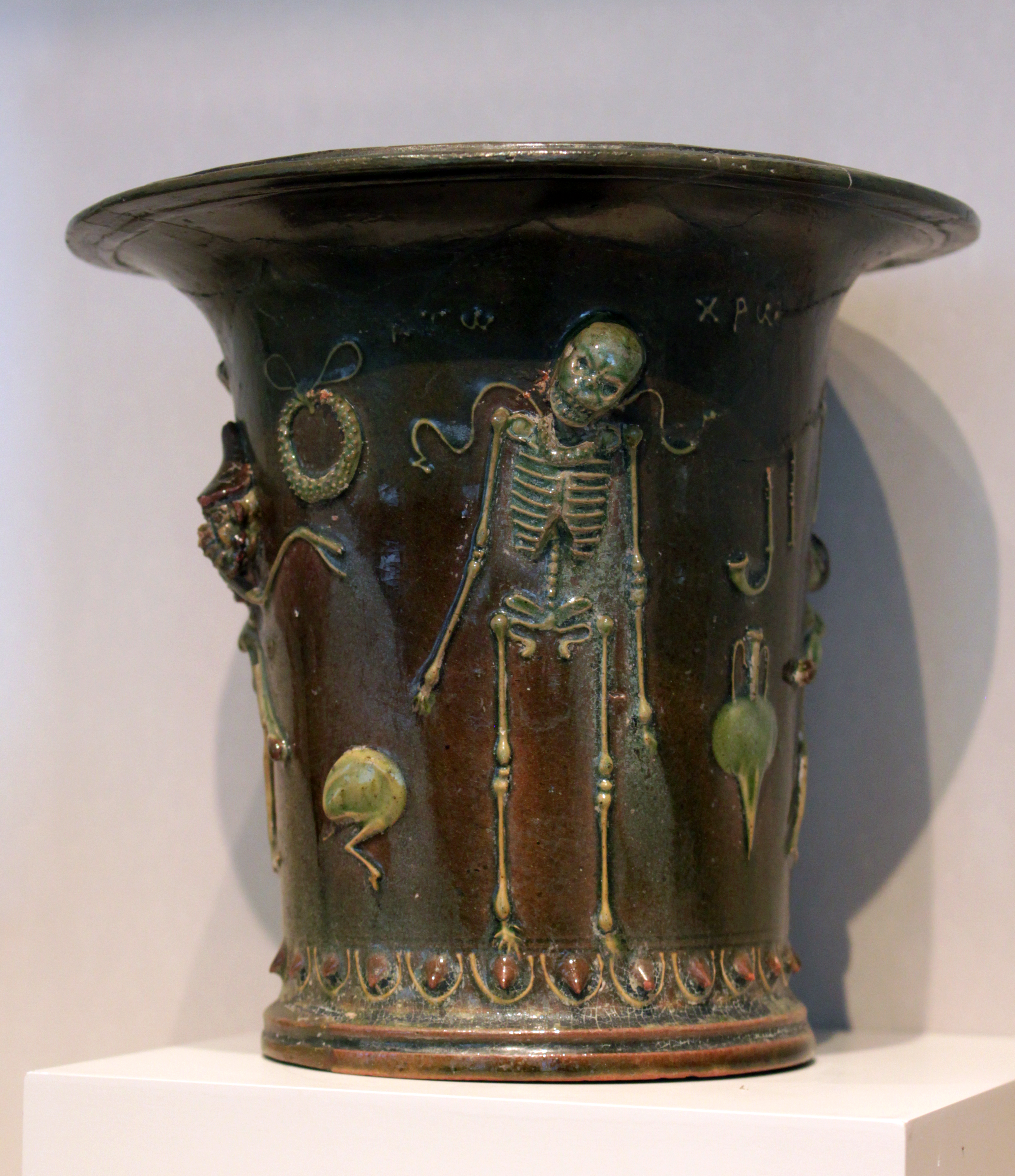
Bicchiere in ceramica invetriata.

La ceramica invetriata è un tipo di ceramica caratterizzato dal rivestimento trasparente, definito vetrina, che non va confuso con l'invetriatura, un metodo per impermeabilizzare i recipienti rendendoli resistenti agli agenti atmosferici.

## Storia e descrizione
La tecnica fu usata già nella città di Babilonia, dai popoli mesopotamici, i caldei, che sotto i sovrani Nabucodonosor e Nabonedo, nel 570 a.C. costruirono la porta di Ishtar che conduceva ad un tempio (oggi ricostruita parzialmente nel museo di Berlino), costituita da due torri difensive rivestite da mattonelle invetriate di colore blu scuro.
L'invetriatura viene realizzata applicando alle terrecotte dipinte una vernice a base di silice e piombo che, una volta cotta, si vetrifica diventando lucida e compatta. La tecnica, nota già in epoca romana, fu diffusa in particolare in epoca medievale. Giorgio Vasari, nelle Vite, ne attribuisce l'invenzione a Luca della Robbia, un ottimo scultore e pittore.